# Net Wars
Net Wars (ネットウォーズ?, Netto Uōzu) è un videogioco sparatutto per arcade pubblicato nel 1983 esclusivamente in Giappone. Venne sviluppato da Orca Corporation.

## Modalità di gioco
In Net Wars, il giocatore controlla l'astronave Novalis e la pilota all'interno di una serie di labirinti chiusi a schermata fissa. Il mezzo è armato di cannone al plasma, con il quale deve sparare a un numero prestabilito di astronavi nemiche che fuoriescono dalla base posta al centro del labirinto. Sono di due colori, ovvero verdi e rosse (queste ultime possono sparare a loro volta). Se il giocatore viene colpito dall'attacco del nemico, si schianta contro di esso o uno dei corpi celesti, perde una vita (esaurite le quali avviene il game over). 
Facendo sì che la Novalis percorri una delle linee di caduta localizzate in diversi punti del labirinto, il giocatore esce dal labirinto medesimo e finisce nello spazio aperto, un'ampia area larga come tre schermate. Anche qui dovrà scontrarsi con i nemici che emergono dalle tre basi presenti, e lo farà muovendosi liberamente senza dover seguire un percorso specifico. Quando vuole può tornare al labirinto passando sopra l'apposito portale sullo schermo.
Una volta annientate tutte le astronavi avversarie, il giocatore passa al livello successivo con un ulteriore aumento sia della difficoltà che del numero di nemici. Infine, ogni quattro ordinari livelli deve affrontare dei "livelli bonus", ove avrà a disposizione 60 secondi di tempo per eliminare quaranta navicelle.